# ملاکا مرکزی
ملاکا مرکزی (به لاتین: Central Malacca) یک سکونتگاه مسکونی در مالزی است که در ایالت ملاکا واقع شده‌است.